# New Brunswick and Prince Edward Island Railway
Die New Brunswick and Prince Edward Island Railway war eine staatlich finanzierte Eisenbahngesellschaft in der kanadischen Provinz New Brunswick. Sie wurde 1873 als Teil des Beitrittsvertrags der Provinz Prince Edward Island zur kanadischen Föderation gegründet. Die Gesellschaft baute bis zum 9. September 1886 eine 56,8 Kilometer lange normalspurige Bahnstrecke, die in Sackville von der Hauptstrecke der Intercolonial Railway abzweigte und bis Cape Tormentine führte. Von dort gab es eine Fähre nach Prince Edward Island. Zusammen mit anderen Bahngesellschaften ging die NB&PEI am 1. August 1914 in den Canadian Government Railways auf. Ab 1917 konnten die Züge auf einer Eisenbahnfähre bis Borden-Carleton auf der Insel fahren. Die Canadian National Railway, die aus den Canadian Government Railways hervorgegangen war, legte die Strecke zum Jahresende 1989 still und baute sie bis 1993 ab.